# Contee e ducati francesi
Lista delle contee e dei ducati francesi.

## Ducati
- Ducato di Alvernia (Auvergne) (distinto dalla contea)
- Ducato di Aquitania (Aquitaine), poi Guyenna (Guyenne)
- Ducato di Alençon (precedentemente contea)
- Ducato di Bar (precedentemente contea)
- Ducato di Berry
- Ducato di Borgogna (distinto dalla contea)
  - Contea di Auxerre
  - Contea di Avalon
  - Contea di Charolais

- Ducato di Bretagna (Bretagne)
  - Contea di Cornovaglia (Cornouaille)
  - Contea di Dol
  - Contea di Goëllo
  - Contea di Guingamp
  - Contea di Nantes
  - Contea di Penthièvre
  - Contea di Poher
  - Contea di Porhoët
  - Contea di Rennes
  - Contea di Vannes

- Ducato di Guyenne (corrisponde all'Aquitania)
- Ducato di Lorena (Lorraine)
- Ducato di Longueville (precedentemente contea)
- Ducato del Maine (precedentemente contea)
- Ducato di Mayenne
- Ducato di Montpensier (precedentemente contea)
- Ducato di Nemours

- Ducato di Normandia (Normandie)
  - Contea di Arques, o contea di Talou
  - Contea di Aumale
  - Contea di Beaumont-le-Roger, in Normandia
  - Contea di Brionne
  - Contea di Eu
  - Contea di Évreux
  - Contea di Hiémois
  - Contea di Ivry
  - Contea di Mortain
  - Contea di Rouen
  - Contea di Tancarville

- Ducato di Orléans (precedentemente contea)
- Ducato di Savoia (Savoie) (precedentemente contea)

## Contee
- Contea di Alençon, poi ducato
- Contea di Alvernia (Auvergne) (distinta dal ducato)
- Angiò (Anjou) o contea di Angers
- Contea di Artois
- Contea di Armagnac
- Contea di Bar, poi ducato
- Contea di Bigorre
- Contea di Blois
- Contea di Borgogna (Bourgogne) (distinta dal ducato)
- Contea di Boulogne
- Contea di Cerdagne
- Contea di Champagne
- Contea di Chartres
- Contea di Comminge
- Contea di Corbeil
- Contea di Créhange
- Contea di Dreux
- Contea del Dunois
- Contea di Étampes
- Contea di Fiandra (Flandre)
  - Contea di Saint-Pol
- Contea di Foix
- Contea di Forez
- Contea di Forcalquier
- Contea di Gaure
- Contea di Gien
- Contea di Guînes
- Contea di Hainaut
- Contea di Joigny
- Contea di Laon
- Contea di Longueville, poi ducato
- Contea di Lione (Lyon)
- Contea del Maine, poi ducato
- Contea di Mantes
- Contea della Marche
- Contea di Mayenne
- Contea di Meaux
- Contea di Meulan
- Contea di Melun
- Contea di Montfort-L'Amaury
- Contea di Montpensier, poi ducato
- Contea di Nevers
- Contea di Nizza
- Contea di Orléans, poi ducato
- Contea di Pardiac
- Contea di Parigi (Paris)
- Contea del Perche
- Contea del Périgord
- Contea di Poitou o di Poitiers
- Contea di Ponthieu
- Contea di Porcien
- Contea di Provenza (Provence)
- Contea di Rodez
- Contea di Roucy
- Contea di Rouergue
- Contea di Rougé
- Contea del Rossiglione (Roussillon)
- Contea di Salm
- Contea di Sancerre
- Contea di Savoia (Savoie), poi ducato
- Contea di Senlis
- Contea di Soissons
- Contea di Tenda
- Contea di Tonnerre
- Contea di Tolosa (Toulouse)
- Contea di Tours
- Contea di Troyes
- Contea di Valois
- Contea di Vaudémont
- Contea di Vendôme
- Contea di Vermandois
- Contea di Vertus
- Contea di Vexin
- Contea di Ventimiglia (Vintimille)

## Viscontee
- Viscontea di Auxonne